# 23-тя флотилія підводних човнів Крігсмаріне

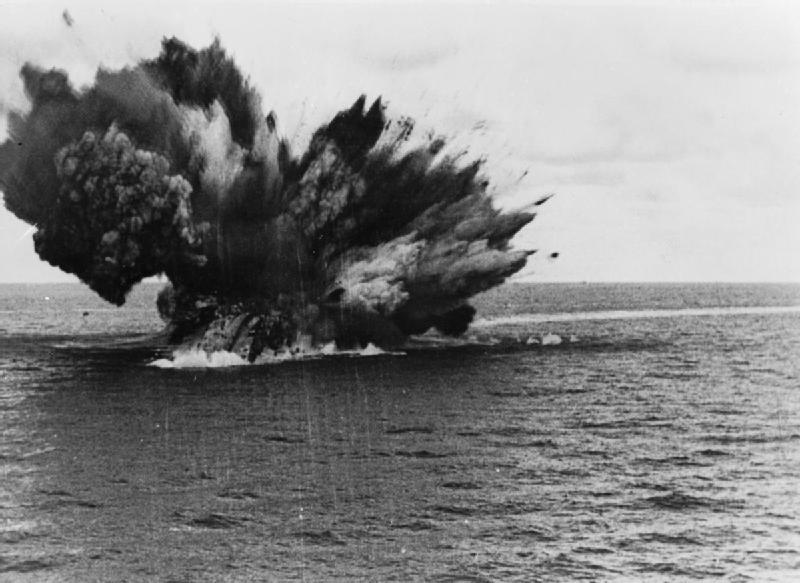
Вибух британського лінійного корабля HMS «Барем», затопленого німецьким підводним човном U-331 північніше Сіді-Баррані, Єгипет. 25 листопада 1941

23-тя флотилія підводних човнів крігсмаріне (нім. 23. Unterseebootsflottille) — з'єднання, бойова флотилія підводних човнів військово-морських сил Третього Рейху, що брала участь у бойових діях Другої світової війни.

## Склад
1-ше формування
У 23-й флотилії першого формування знаходилося від 2 до 7 підводних човнів. У цілому до складу флотилії входило 9 човнів, у тому числі
| Тип   | Кількість                                        |
| ----- | ------------------------------------------------ |
| VII-B | 2 (U-75, U-83)                                   |
| VII-C | 7 (U-77, U-79, U-97, U-133, U-331, U-371, U-559) |

2-ге формування
У 23-й флотилії другого формування знаходилося від 11 до 21 підводного човна.
| Тип   | Кількість                                                       |
| ----- | --------------------------------------------------------------- |
| VII-A | 1 (U-29)                                                        |
| VII-B | 1 (U-52)                                                        |
| VII-C | 9 (U-80, U-97, U-133, U-704, U-903, U-904, U-922, U-923, U-975) |

### Бойові успіхи 23-ї флотилії підводних човнів
| U-Boot   | 09.1941 | 10.1941 | 11.1941 | 12.1941 | 01.1942 | 02.1942 | 03.1942 | 04.1942 | Потоплені:                      | Тоннаж: |
| -------- | ------- | ------- | ------- | ------- | ------- | ------- | ------- | ------- | ------------------------------- | ------- |
| U-75     |         | +       | +       | +       |         |         |         |         | 1 вантажне та 2 десантних судна | 2331    |
| U-77     |         |         |         |         | +       | +       | +       | +       | 1 судно                         | 4972    |
| U-79     | +       | +       | +       | +       |         |         |         |         | 1 канонерський човен            | 625     |
| U-83     |         |         |         |         | +       | +       | +       | +       | 1 судно                         | 2590    |
| U-97     |         |         | +       | +       | +       | +       | +       | +       | 2 судна                         | 3188    |
| U-133    |         |         |         |         | +       | +       | +       |         | 1 есмінець                      | 1920    |
| U-331    | +       | +       | +       | +       | +       | +       | +       | +       | 1 лінійний корабель             | 31 100  |
| U-371    |         |         | +       | +       | +       | +       | +       | +       | немає                           | -       |
| U-559    |         |         | +       | +       | +       | +       | +       | +       | 3 судна                         | 6606    |
| Загалом: | 2       | 3       | 6       | 6       | 7       | 7       | 7       | 6       | 12 кораблів та суден            | 53 332  |

## Командири
| Час                           | Командувач флотилією              |
| ----------------------------- | --------------------------------- |
| Вересень 1941 — травень 1942  | капітан-лейтенант Фріц Фрауенгайм |
| Вересень 1943 — березень 1945 | корветтен-капітан Отто фон Бюлов  |